# Communauté de communes Estuaire et Sillon
Pour les articles homonymes, voir Estuaire (homonymie).
Estuaire et Sillon est une communauté de communes française, issue de la fusion au 1er janvier 2017 de Loire et Sillon et de Cœur d'Estuaire, dans le département de la Loire-Atlantique et la région Pays de la Loire. Elle est membre du pôle métropolitain Nantes - Saint-Nazaire.

## Histoire
En 2016, les communautés de communes Loire et Sillon et Cœur d'Estuaire sont contraintes par la loi NOTRe de constituer une intercommunalité unique sous le nom de « communauté de communes Estuaire et Sillon ».
La communauté de communes est créée au 1er janvier 2017. Cette fusion est officialisée par arrêté préfectoral du 22 décembre 2016.
Son siège est situé 2 boulevard de la Loire à Savenay,. Cependant, une annexe est conservée au 1 Cour d'Armor à Saint-Étienne-de-Montluc pour certains services, ainsi que pour l'administratif, RH, Comptabilité..., ancien siège de la communauté de communes Cœur d'estuaire
Le 11 janvier 2017, lors de sa réunion inaugurale, le conseil communautaire élit le maire de Saint-Étienne-de-Montluc, Rémy Nicoleau, à la présidence de la communauté de communes.

## Territoire communautaire

### Géographie
Située au centre  du département de la Loire-Atlantique, la communauté de communes Estuaire et Sillon regroupe 11 communes et présente une superficie de 306,3 km2.

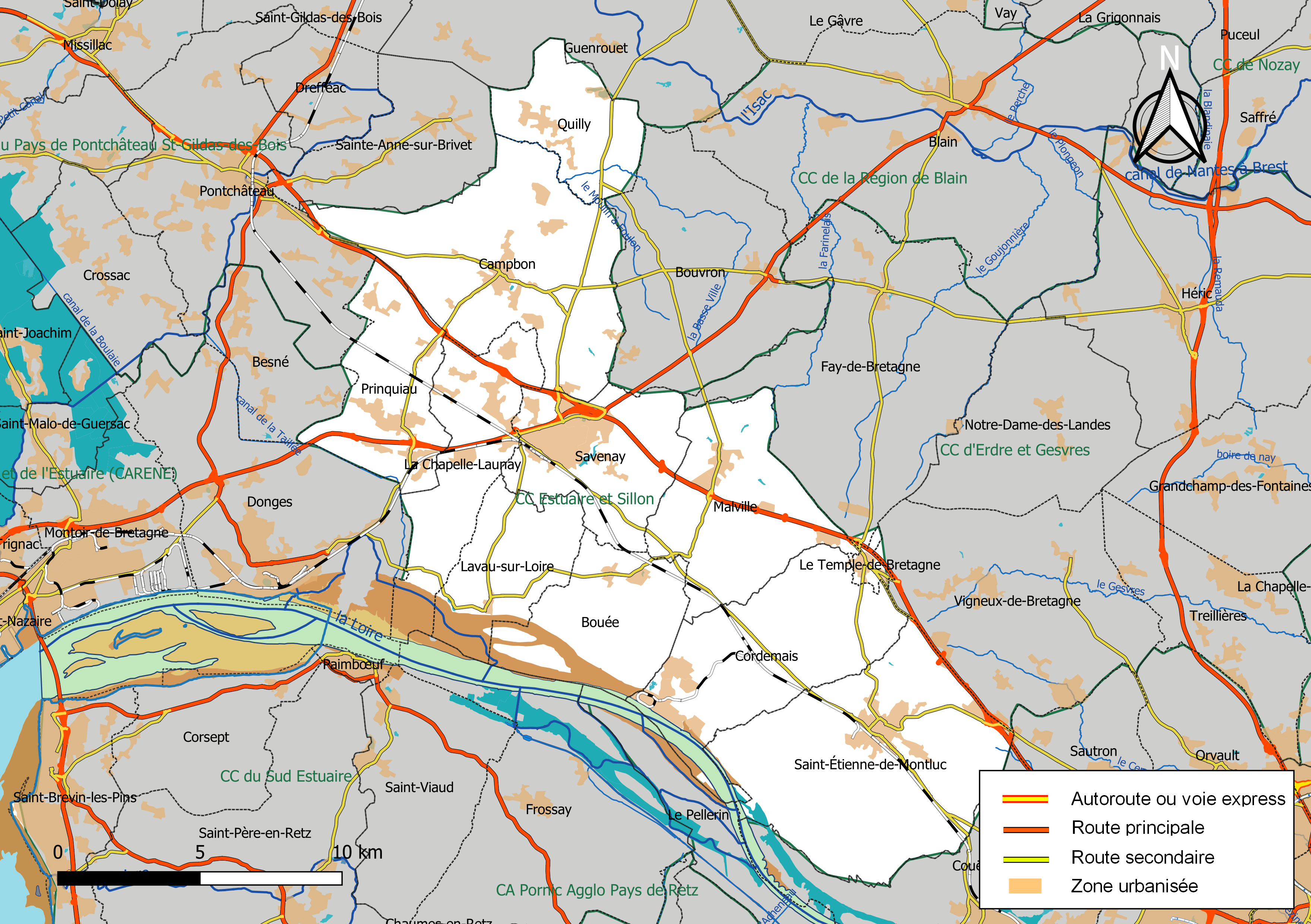
Carte de la communauté de communes Estuaire et Sillon au 1er janvier 2019.

### Localisation et intercommunalités limitrophes
Estuaire et Sillon est située entre Nantes Métropole, l'agglomération de Saint-Nazaire et plusieurs communautés de communes :

### Composition

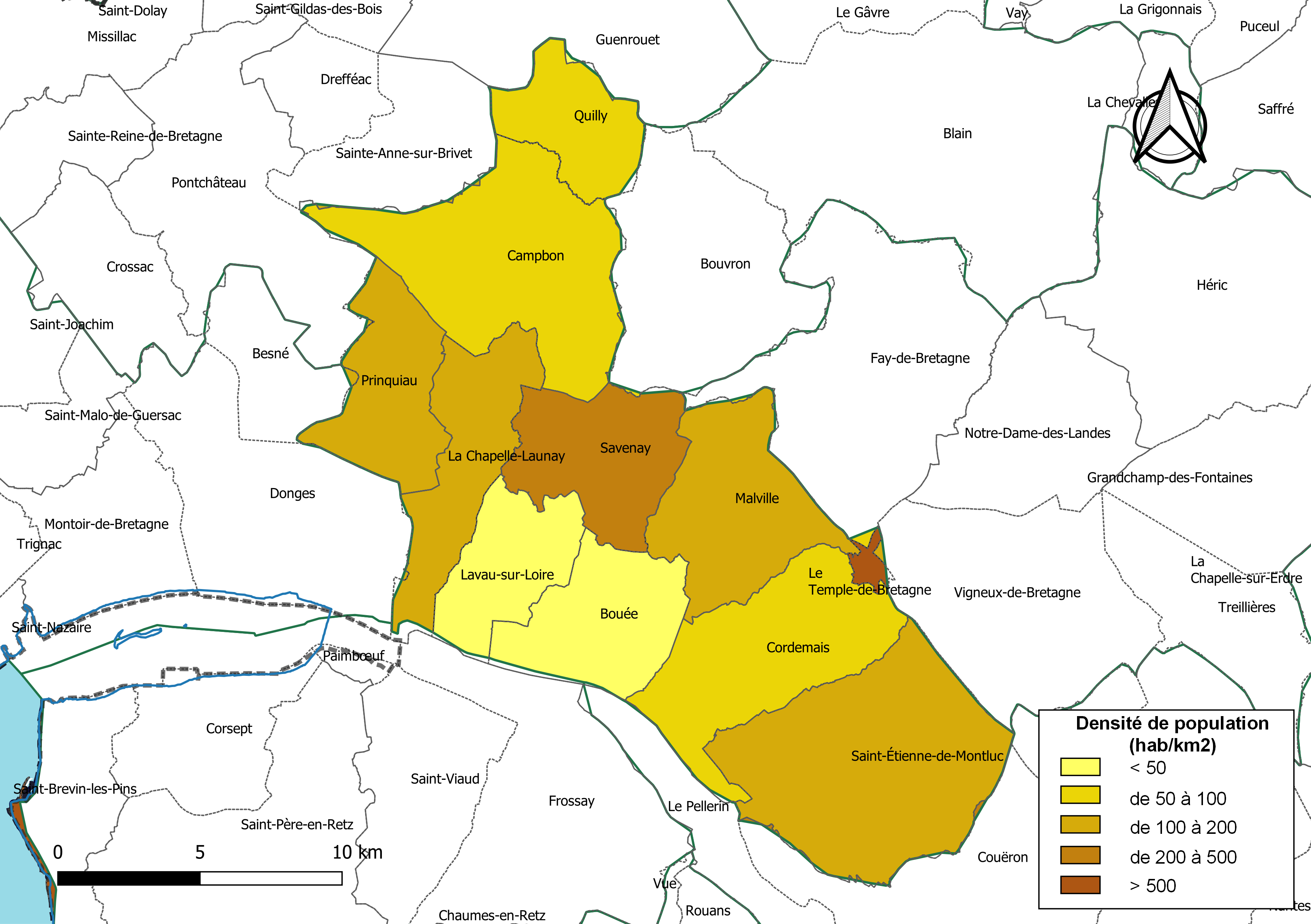
Carte des densités de population (millésimée 2016) des communes de la communauté de communes Estuaire et Sillon. Composition en communes au 1er janvier 2019.

La communauté de communes est composée des 11 communes suivantes :

| Nom                      | Code Insee | Gentilé                | Superficie (km2) | Population (dernière pop. légale) | Densité (hab./km2) |
| ------------------------ | ---------- | ---------------------- | ---------------- | --------------------------------- | ------------------ |
| Savenay (siège)          | 44195      | Savenaisiens           | 26               | 9 465 (2022)                      | 364                |
| Bouée                    | 44019      | Bouésiens/Bouéziens    | 21,29            | 1 100 (2022)                      | 52                 |
| Campbon                  | 44025      | Campbonnais            | 49,82            | 4 031 (2022)                      | 81                 |
| La Chapelle-Launay       | 44033      | Capellaunésiens        | 24,82            | 3 246 (2022)                      | 131                |
| Cordemais                | 44045      | Cordemaisiens          | 37,2             | 3 954 (2022)                      | 106                |
| Lavau-sur-Loire          | 44080      | Lavausiens             | 16,22            | 769 (2022)                        | 47                 |
| Malville                 | 44089      | Malvillois             | 31,24            | 3 689 (2022)                      | 118                |
| Prinquiau                | 44137      | Prinquelais            | 22,82            | 3 557 (2022)                      | 156                |
| Quilly                   | 44139      | Quillerons/Quillysiens | 17,67            | 1 541 (2022)                      | 87                 |
| Saint-Étienne-de-Montluc | 44158      | Stéphanois             | 57,57            | 7 739 (2022)                      | 134                |
| Le Temple-de-Bretagne    | 44203      | Templiers              | 1,6              | 2 005 (2022)                      | 1 253              |

### Démographie
| 1968   | 1975   | 1982   | 1990   | 1999   | 2010   | 2013   | 2015   | 2017   |
| ------ | ------ | ------ | ------ | ------ | ------ | ------ | ------ | ------ |
| 17 555 | 19 548 | 24 309 | 27 183 | 28 556 | 34 754 | 36 484 | 37 575 | 37 877 |

| 2018   | 2019   | - | - | - | - | - | - | - |
| ------ | ------ | - | - | - | - | - | - | - |
| 39 055 | 39 647 | - | - | - | - | - | - | - |

## Administration

### Siège
Le siège de la communauté de communes est à Savenay, 2 boulevard de la Loire.

### Tendances politiques
| Commune                  | Maire              | Étiquette | Étiquette |
| ------------------------ | ------------------ | --------- | --------- |
| Bouée                    | André Leborgne     |           | SE        |
| Campbon                  | Jean-Louis Thauvin |           | DVG       |
| La Chapelle-Launay       | Michel Guillard    |           | DVG       |
| Cordemais                | Daniel Guillé      |           | SE        |
| Lavau-sur-Loire          | Claire Tramier     |           | EÉLV      |
| Malville                 | Martine Lejeune    |           | SE        |
| Prinquiau                | Jean-Pierre Blanc  |           | SE        |
| Quilly                   | Valérie Gautier    |           | DVD       |
| Saint-Étienne-de-Montluc | Rémy Nicoleau      |           | DVC       |
| Savenay                  | Michel Mézard      |           | DVC       |
| Le Temple-de-Bretagne    | Pascal Martin      |           | DVG       |

### Conseil communautaire
Les 36 conseillers titulaires sont ainsi répartis selon le droit commun comme suit : 
| Nombre de délégués | Communes                                           |
| ------------------ | -------------------------------------------------- |
| 8                  | Savenay                                            |
| 7                  | Saint-Étienne-de-Montluc                           |
| 4                  | Campbon                                            |
| 3                  | La Chapelle-Launay, Cordemais, Malville, Prinquiau |
| 2                  | Le Temple-de-Bretagne                              |
| 1 (+1 suppléant)   | Bouée, Lavau-sur-Loire, Quilly                     |

### Élus
La communauté de communes est administrée par son conseil communautaire constitué en 2020 de 36 conseillers communautaires, qui sont des conseillers municipaux représentant chacune des communes membres.
À la suite des élections municipales de 2020 dans la Loire-Atlantique, le conseil communautaire du 7 juillet 2020 a réélu son président, Rémy Nicoleau, maire de Saint-Étienne-de-Montluc, ainsi que ses 10 vice-présidents.
Le bureau est remanié le 22 mars 2022, à la suite du décès de Yan Courio, maire de Prinquiau, et depuis cette date, la liste des vice-présidents est la suivante :
|     | Attributions                                       | Identité           | Qualité                                                       |
| --- | -------------------------------------------------- | ------------------ | ------------------------------------------------------------- |
| 1er | Développement économique                           | Michel Mézard      | Maire de Savenay                                              |
| 2e  | Finances                                           | Jean-Louis Thauvin | Maire de Campbon                                              |
| 3e  | Eau et milieux aquatiques, assainissement          | Daniel Guillé      | Maire de Cordemais                                            |
| 4e  | Tourisme et action culturelle                      | Jean-Pierre Blanc  | Maire de Prinquiau                                            |
| 5e  | Petite enfance, enfance et jeunesse                | Martine Lejeune    | Maire de Malville                                             |
| 6e  | Mobilités                                          | Michel Guillard    | Maire de La Chapelle-Launay                                   |
| 7e  | Déchets                                            | Pascal Martin      | Maire du Temple-de-Bretagne                                   |
| 8e  | Emploi-insertion, solidarité et intergénérationnel | Valérie Gautier    | Maire de Quilly                                               |
| 9e  | Patrimoine bâti, infrastructures et numérique      | André Leborgne     | Maire de Bouée                                                |
| 10e | Aménagement de l'espace, urbanisme et habitat      | Claire Tramier     | Maire de Lavau-sur-Loire, conseillère départementale de Blain |

Ensemble, ils forment le bureau communautaire pour la période 2020-2026.

### Liste des présidents
| Période         | Période  | Identité      | Étiquette | Qualité |
| --------------- | -------- | ------------- | --------- | --- |
| 11 janvier 2017 | En cours | Rémy Nicoleau | DVC       | Maire de Saint-Étienne-de-Montluc (depuis 2014) 3e vice-président de la Métropole Nantes-Saint Nazaire Réélu pour le mandat 2020-2026 |

### Compétences
La communauté de communes, conformément au code général des collectivités territoriales, est amenée à assumer des actions dans des domaines de différents niveaux, appelés « compétences », parmi lesquelles on peut relever des actions de développement économique (aménagement, gestion et entretien), d'organisation de l'espace et de l'utilisation des sols (aménagement de zones d'aménagement concerté, d'aménagement rural), d'assainissement des eaux usées, transports scolaires, etc.

### Régime fiscal et budget
La communauté de communes est un établissement public de coopération intercommunale à fiscalité propre.
Afin de financer l'exercice de ses compétences, l'intercommunalité perçoit la fiscalité professionnelle unique (FPU) – qui a succédé à la taxe professionnelle unique (TPU) – et assure une péréquation de ressources entre les communes résidentielles et celles dotées de zones d'activité.